# Monanus bisinuatus
Monanus bisinuatus es una especie de coleóptero de la familia Silvanidae.

## Distribución geográfica
Habita en Tasmania (Australia).